# Wolfurt

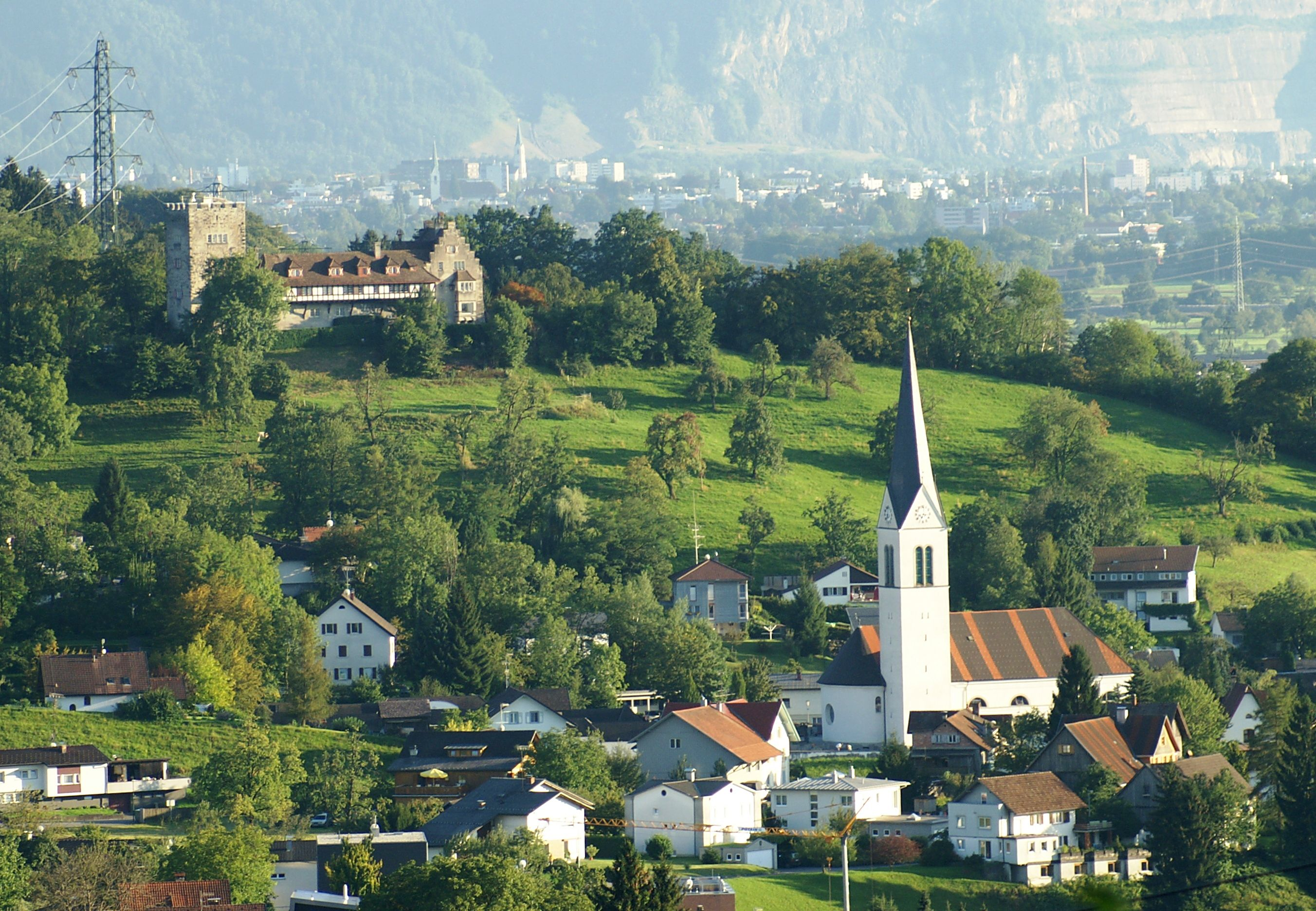
Blick von der Langener Straße

Wolfurt ist eine Marktgemeinde im Bezirk Bregenz im österreichischen Bundesland Vorarlberg mit 8954 Einwohnern (Stand 1. Jänner 2025).

## Geografie
Wolfurt liegt im westlichsten Bundesland Österreichs, Vorarlberg, im Bezirk Bregenz südöstlich des Bodensees auf 434 Metern Höhe. Die Marktgemeinde ist Teil des Ballungsraums Rheintal und liegt zwischen den Städten Bregenz und Dornbirn. Wolfurt gehört einerseits zum Vorarlberger Rheintal, andererseits zum Bregenzerwaldgebirge (nach der Alpenvereinseinteilung der Ostalpen). Landschaftlich ist Wolfurt sehr abwechslungsreich, im Norden an der Bregenzer Ache gibt es einen Auwald, im Nordosten ist ein Teil des Natura 2000 Schutzgebietes Bregenzerachschlucht, im Osten ist ein relativ naturbelassener Wald (Ippachwald) mit teils steilen Hängen und im Südwesten ist eine moorige torfhaltige Riedlandschaft (Lauteracher Ried). Wolfurt liegt am Fuße des Steußberges mit dem Schneiderkopf als höchster Erhebung.
22,5 % sind bewaldet, 37 % sind landwirtschaftliche Nutzflächen, 11,6 % sind Gärten, 7,1 % sind Bauflächen.

### Gewässer

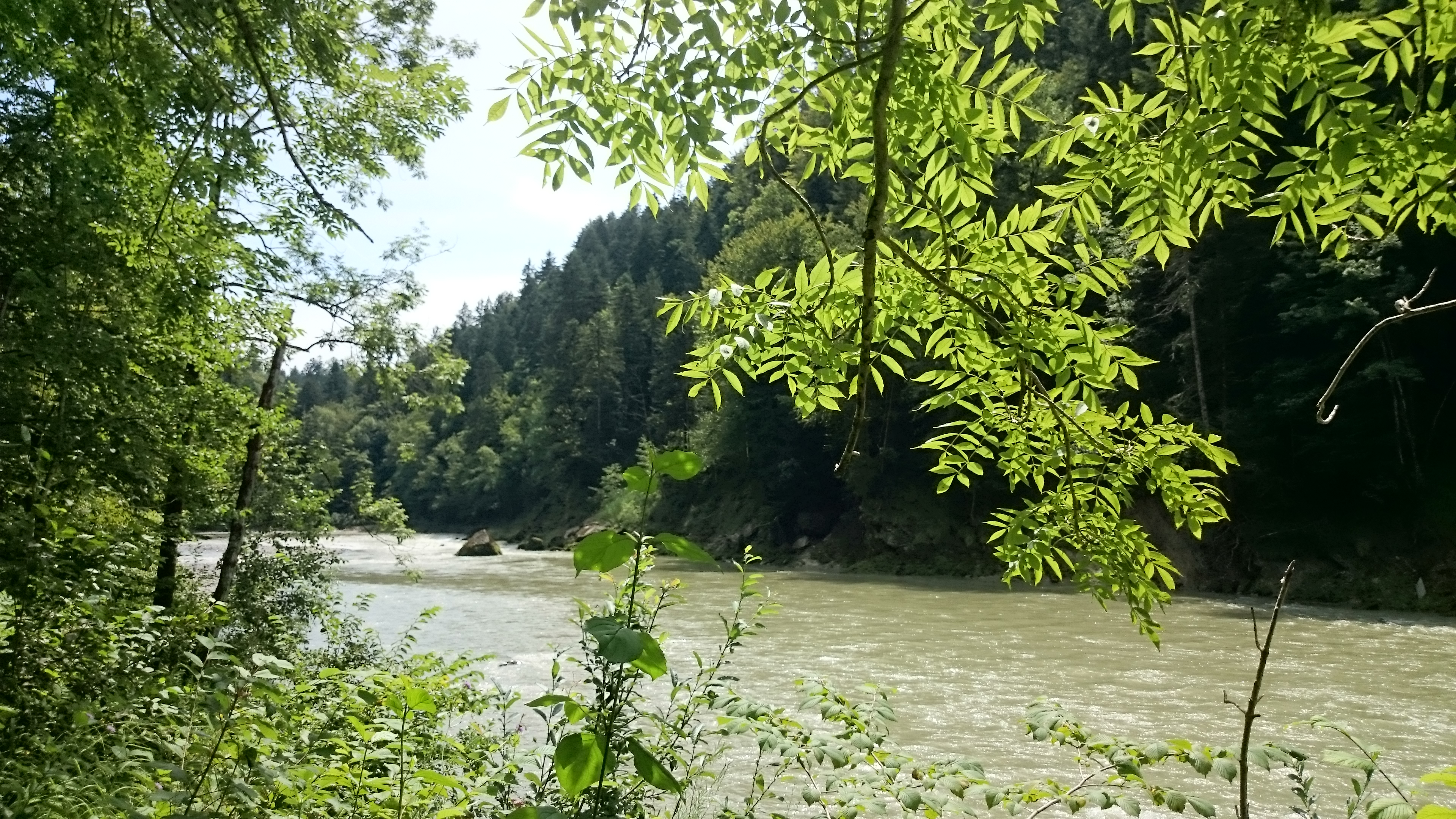
Die Bregenzerachschlucht bildet die Nordostgrenze von Wolfurt, rechts der Ippachwald

Die Bregenzer Ach tritt bei Wolfurt und Kennelbach aus der Bregenzerachschlucht ins Vorarlberger Rheintal. Die Dammstraße ist der erste Damm und schützt vor Hochwasser.
Kleinere Bäche aus dem Ippachwald bilden teils tiefe, steile Tobel. Im Siedlungsgebiet sind sie großteils verrohrt:
- Tobelbach
- Ippachbach
- Himmelreichbach
- Eulentobelbach
- Bannholzbach
- Rickenbach

Die Tobel dieser Bäche befinden sich laut Gefahrenzonenplan im unteren Bereich in der roten Zone, da es hier immer wieder zu Hangrutschungen und Vermurungen kommt. Trotz Hochwasserschutzmaßnahmen verursachen die Bäche bei Starkregen gelegentlich  Überflutungen. Teile des Siedlungsgebietes sind daher als gelbe Zone ausgewiesen. Genaue Daten dazu gibt es im Vorarlberg Atlas. Durch die globale Erwärmung, die im Alpenraum besonders ausgeprägt ist, werden die Starkregenereignisse häufiger und intensiver, besonders in den Nordweststaulagen. Daher wird die Wildbachverbauung ständig verbessert werden müssen. Zuständig ist die Wildbach- und Lawinenverbauung, Sektion Vorarlberg.
Im Ried bildet die Schwarzach teilweise die Grenze zu Schwarzach und Dornbirn.

### Gemeindegliederung
Wolfurt gilt als typisches Straßendorf und erstreckt sich beidseitig der Hauptstraße (L3 Hofsteigstraße) in Richtung Dornbirn. Wolfurt fällt durch eine starke Zersiedelung auf. Der Ort besteht mit wenigen Ausnahmen aus Einfamilienhäusern. Die Zersiedelung führt dazu, dass Wolfurt heute mit Schwarzach zusammengewachsen ist, obwohl die beiden Ortskerne rund vier Kilometer voneinander entfernt liegen. Ähnlich präsentiert sich die Situation mit der westlich gelegenen Nachbargemeinde Lauterach, die ihrerseits stark zersiedelt ist.
Die Gemeinde besteht aus der Katastralgemeinde Wolfurt.
Ortsteile sind: Wida, An der Ach, Oberfeld, Kirchdorf, Strohdorf, Flotzbach, Rickenbach, Gewerbegebiet Hohe Brücke, Güterbahnhof Combi Cargo Terminal Wolfurt, das Ried und der Ippachwald.
Wolfurt ist Etappenort am Maximiliansweg, einem Teilstück des Europäischen Fernwanderwegs E4.

### Nachbargemeinden
Wolfurt teilt seine Gemeindegrenze mit sechs anderen Vorarlberger Gemeinden. Fünf dieser sechs liegen ebenso wie die Marktgemeinde im Bezirk Bregenz, eine im Bezirk Dornbirn. Es sind dies im Uhrzeigersinn (im Norden beginnend) die Gemeinden Kennelbach, Buch, Bildstein und Schwarzach, die Bezirkshauptstadt Dornbirn und die Marktgemeinde Lauterach.
|           | Kennelbach                                  | Buch       |
| Lauterach | Kompassrose, die auf Nachbargemeinden zeigt | Bildstein  |
|           | Dornbirn (DO)                               | Schwarzach |

## Geschichte

### Antike
Im Jahre 15 v. Chr. eroberten die Römer die Bodenseeregion und unterwarfen die ansässigen Kelten und Räter. Bald erbauten sie eine wichtige Militär- und Handelsstraße (Allgäustraße), die bei Wolfurt am Fuß des Steußberges (Schneiderkopfgebiet) die Bregenzer Ach überquerte. Daher stammt der Name Wolfurt (wohle Furt). Die Straße verlief über das heutige Oberfeld, die Rheintalebene war damals noch sehr sumpfig.

### Mittelalter
Um das Jahr 500 errichteten die Alemannen im heutigen Gemeindegebiet zwei Höfe, den „Kellnhof“ und den „Hof zur Steig“ (später Hofsteig), die sich beide später als Markgenossenschaften weit ausdehnten und selbständige Gerichte wurden. Der Name Wolfurt taucht erstmals um 1226 als der eines reichen und kriegerischen Rittergeschlechtes auf, das großen Einfluss in Süddeutschland und in der Schweiz hatte. Neben frommen Äbten und Ordensfrauen brachten die Herren von Wolfurt auch Krieger hervor. Die Brüder Konrad und Ulrich von Wolfurt führten ungarische Söldnerheere nach Italien. Sie schwangen sich 1349 zu Statthaltern von Neapel und Apulien auf und ließen sich später in Ungarn nieder, wo ihre Familien noch 100 Jahre lang über fünf Grafschaften regierten und Reichtümer anhäuften.
Von Ritter Konrad stammt der bekannte Wolfurter Kelch, den er dem Kloster Pfäfers stiftete. Das Original befindet sich heute im Landesmuseum Zürich; das Original der Stiftungsurkunde wird im Stiftsarchiv St. Gallen verwahrt. Eine Kopie des Kelchs ist im Rathaus der Gemeinde ausgestellt.
Im 15. Jahrhundert starb das Geschlecht aus. 1451 verkauft Ulrich von Schwarzach Veldegg an das Kloster Mehrerau. Mehrerau besitzt zu dieser Zeit 452 Leibeigene, viele davon sind aus Wolfurt. Burg Wolfurt kam als österreichisches Lehen 200 Jahre lang an die Familie Leber aus Bregenz.
Die alten Wolfurter Burgen Kuien und Veldegg sind verbrannt und verschwunden, Burg Kuien wird überwiegend dem Reich der Sagen zugeschrieben. Das Schloss Wolfurt aber wurde nach jedem Brand neu aufgebaut und gilt heute mit seinen wuchtigen Mauern als Wahrzeichen von Wolfurt, es befindet sich heute im Besitz der Marktgemeinde.

### Frühe Neuzeit
1550 und 1593 wütete die Pest auch in Wolfurt. Ein Jahr später entsteht das erste Häuserverzeichnis, es gibt in Wolfurt 70 Häuser, davon sind 10 unbewohnt. Zusammen leben in Wolfurt 350 Einwohner. 1595 kommt es zu einem Hexenprozess gegen Anna Martin. Die Hexenverfolgung ist in den Hofsteiggemeinden besonders hoch. 1615 verleiht Graf Kaspar von Hohenems den Kellhof neu. Zum Kellhof gehören dabei 200 Leibeigene.
1676 zwingt eine Hungersnot Erwachsene und Kinder zum Betteln und zur Arbeitssuche ins Ausland. Der Maisanbau beginnt. Erst um 1725 wird die Kartoffel eingeführt. 1774 führt Maria Theresia mit der Normalschule die Schulpflicht ein. Vier Jahre später wird im Strohdorf das erste Schulhaus erbaut.

### 19. Jahrhundert
Bei der Gründung der selbständigen Gemeinde Wolfurt im Jahre 1808 zählte Wolfurt 1143 Einwohner, 183 Häuser und 266 Kühe.

Belegschaft der Firma Zuppinger im Jahr 1897

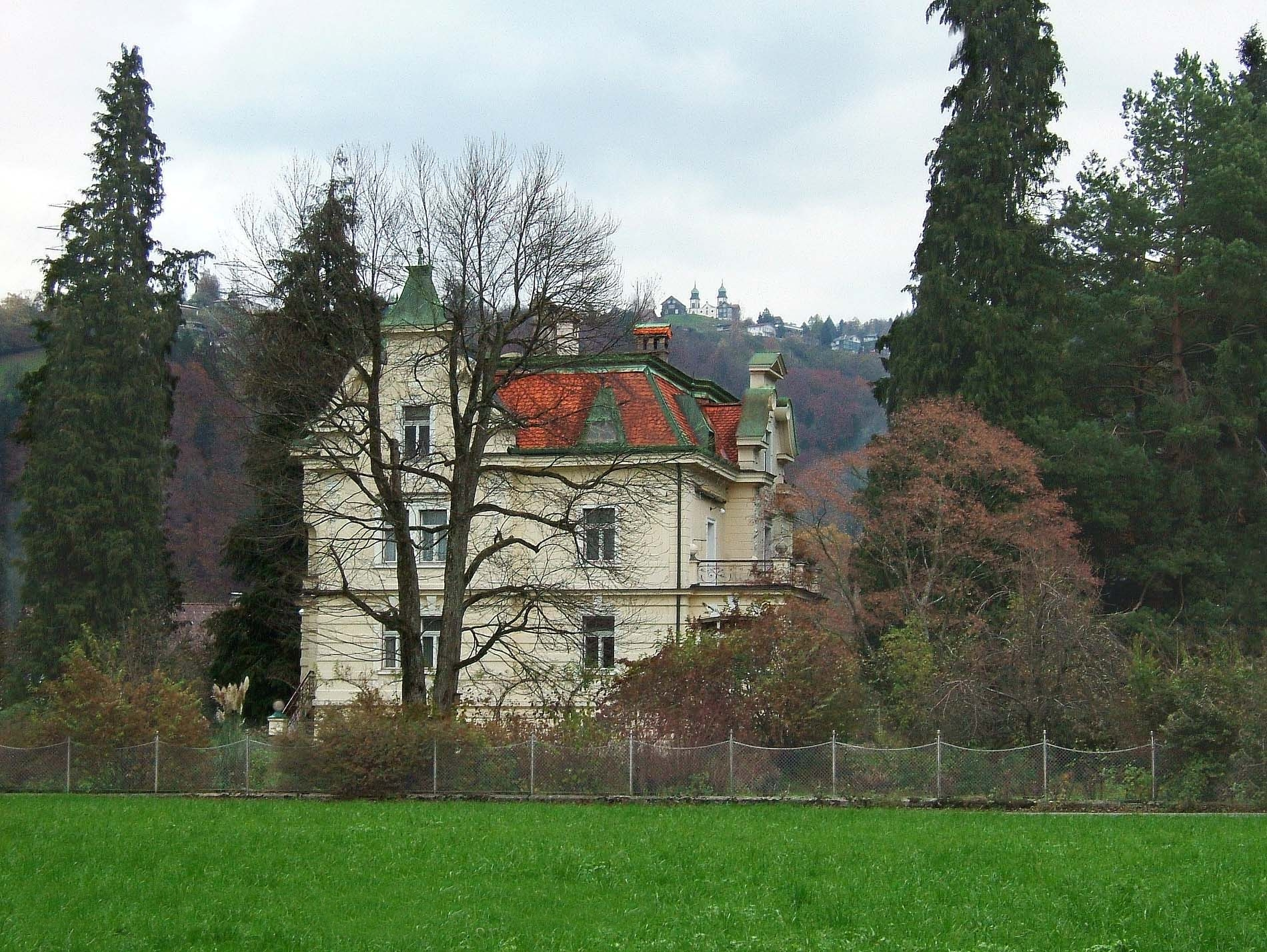
Villa Zuppinger

Finanzkräftige Schweizer Fabrikanten kamen ins Vorarlberger Rheintal, um das Gebiet der österreichisch-ungarischen Monarchie als Absatzgebiet zu gewinnen. 1838 errichtete die Firma Jenny & Schindler in Kennelbach die damals größte Baumwollspinnerei der Monarchie. Die Textilindustrie wuchs ab 1870 schnell. Sie war auch in Wolfurt erfolgreich, weil durch Heimarbeit erworbene Kompetenzen vorhanden waren. Friedrich Wilhelm Schindler war nicht nur Textilfabrikant, sondern auch ein Elektropionier. 1882 gab es zum ersten Mal in Vorarlberg elektrische Beleuchtung in der Villa Grünau in Kennelbach. Viele Wolfurter fanden Arbeit bei den Betrieben von Schindler.
Für die Arbeiter waren die Arbeitsbedingungen sehr schlecht und die Löhne niedrig. Es kam immer wieder zu Hungersnöten. Viele Familien waren nicht in der Lage, ihre Kinder zu ernähren. Daher wurden viele Kinder vom Frühling bis in den Herbst nach Schwaben geschickt. Sie wurden als Schwabenkinder bezeichnet. Dort konnten sich auf sogenannten Kindermärkten große reiche Bauern nahezu kostenlose Arbeitskräfte besorgen. Die Kinder mussten unter sklavenähnlichen Bedingungen hart arbeiten und waren der Willkür der Bauern ausgesetzt. Erst 1921 nahm diese Praxis ab, als in Schwaben die Schulpflicht für ausländische Kinder eingeführt wurde.
Als Pioniere hatte das aus der Schweiz stammende Geschlecht der Zuppinger bereits vor 1900 Ideen, Arbeit, Geld und diversifizierte Industrialisierung nach Rickenbach gebracht. Die Zuppingers betrieben Textilindustrie, eine Getreidemühle und das zu dieser Zeit erste und einzige Kühlhaus Vorarlbergs, das heute noch an gleicher Stelle in Betrieb ist. Das notwendige Eis für das Kühlhaus hatten die Zuppingers aus dem 100 Ar umfassenden Mühlteich gewonnen, der später jahrzehntelang Raststation und Heimat für seltene Vogelarten war. Die Zuppingers bauten einen wichtigen Kanal und die heutige Bahnhofstraße durch ihr zwei Quadratkilometer großes Anwesen. Im Jahr 1900 ließen sie die „Villa Zuppinger“ im Jugendstil erbauen. Dieses in Wolfurt und der gesamten Region einzigartige Gebäude mit seiner Gartenanlage und seinem bemerkenswerten Baumbestand befindet sich noch heute in Familienbesitz.

### 20. Jahrhundert
Viele Wolfurter errichteten Stickereimaschinen und begannen selber, Stickereiprodukte zu produzieren. Die Industrie wurde so zu einem zweiten Standbein neben der Landwirtschaft. Der Erste Weltkrieg kostete 86 Wolfurter Soldaten das Leben und die Armut hat sich weiter verschlimmert. Die Nachkriegszeit hat die Armut nochmals verschlimmert. Zwischen 1934 und 1938 verübte die illegale NSDAP Terroranschläge. 1938 marschierte die Deutsche Wehrmacht ein. In der siebenjährigen NS-Diktatur wurden auch Wolfurter verhaftet, gefoltert und ermordet. Ottilia Köb kam in Gestapo-Haft wegen „Beleidigung der Regierung“. Der Lehrling Martin Österle kam in Gestapo-Haft und wurde brutal gefoltert, wegen „Unterstützung von Kriegsgefangenen“. Ernst Reiner kam in Gestapo-Haft, dann in die Klinik Innsbruck, dort starb er nach 15 Monaten. Franz Singer und der erst 14-jährige Hubert Spiegel kamen ebenfalls in Haft. Josef Wachter und sein 16-jähriger Sohn wurden wegen versuchter Gründung einer systemfeindlichen Jugendgruppe verhaftet.
1939 begann der Zweite Weltkrieg. Bis 1945 wurden rund 25.000 Vorarlberger in die Deutsche Wehrmacht eingezogen, 8000 kamen nicht zurück, davon 99 Wolfurter. Beim Kriegerdenkmal bei der Pfarrkirche sind die Namen aller Wolfurter Gefallenen der beiden Weltkriege aufgelistet. In den letzten Kriegstagen wurde auch Wolfurt zum Kriegsschauplatz, dabei gab es auch Opfer unter der Zivilbevölkerung, u. a. die erst 15-jährige Luise Bilgeri. Wer zu früh die weiße Fahne rausgehängt hat, wurde von SS-Leuten erschossen.
Nach dem Zweiten Weltkrieg war Wolfurt von 1945 bis 1955 Teil der französischen Besatzungszone in Österreich. Nach 1950 verwandelte sich das Bauerndorf schnell in einen Wohnort mit Hunderten von neuen Einfamilienhäusern, bald auch in eine Industriegemeinde mit leistungsfähigen Betrieben. In den Jahren 1970 bis 1982 errichteten die ÖBB in Wolfurt den modernsten Güterbahnhof Österreichs. Wegen seiner überregionalen Bedeutung wurde Wolfurt am 1. Mai 1982 zur Marktgemeinde erhoben.
Der allgemeine gesellschaftliche Wandel erfasst auch Wolfurt. Der Wohlstand nimmt zu, der Lebensstil ändert sich und auch die Werte. Es gibt immer weniger Bauern in Wolfurt.
Seit 1998 ist Wolfurt im e5-Programm. Das e5-Landesprogramm unterstützt Gemeinden, die eine nachhaltige Energiepolitik und aktiven Klimaschutz in ihrer Gemeinde umsetzen wollen. Konkret geht es um effizienten Umgang mit Energie, Förderung erneuerbarer Energieträger (Sonne, Holz, Biogas), Förderung klimafreundlicher und gesunder Mobilität und unabhängige Energieversorgung in Land und Gemeinde. Bereits 1999 ergab die erste Zertifizierung e3 mit einem Umsetzungsgrad von 57 %.

### 21. Jahrhundert
Der gesellschaftliche Wandel beschleunigt sich weiter. Durch PC, Internet, Smartphone und soziale Medien entsteht eine Informationsgesellschaft. Durch home-office ist es nun möglich, in Wolfurt zu leben und dennoch an Arbeitsplätzen in einer großen Metropole zu arbeiten.
2001 erhielt Wolfurt den Hypo-Bauherrenpreis für die Errichtung des Veranstaltungssaals cubus.
2014 gewann Wolfurt den Hauptpreis des österreichischen Verkehrspreises des VCÖ und den Österreich Verkehrssicherheitspreis.
2018 wurde der erweiterte Güterbahnhof eröffnet, wodurch Wolfurt noch mehr zur Drehscheibe im internationalen Güterverkehr wurde.

### Bevölkerungsentwicklung
Im Jahr 1594 gab es in Wolfurt die erste nachweisliche Volkszählung, allerdings nur der Häuser. Es gab damals 70 Häuser, die Einwohnerzahl lag vermutlich unter 400. Im Zeitalter Napoleons gab es die erste personenbezogene Volkszählung, sie ergab im Jahr 1807 1143 Einwohner. Im Jahr 1837, bei Beginn der Industrialisierung in Hard, hatte Wolfurt 1256 Einwohner. Der Eisenbahnbau um 1880 und der Stickerei-Boom um 1910 führten zu raschem Bevölkerungswachstum. Der Erste Weltkrieg und die Nachkriegszeit führten zu einem extremen Bevölkerungsschwund. In den 1960er Jahren stieg die Bevölkerung durch das Wirtschaftswachstum rasch an, es kamen besonders viele Kinder zur Welt, die später die Babyboomer-Generation genannt werden.
Der Ausländeranteil lag 2011 bei 15,4 Prozent.

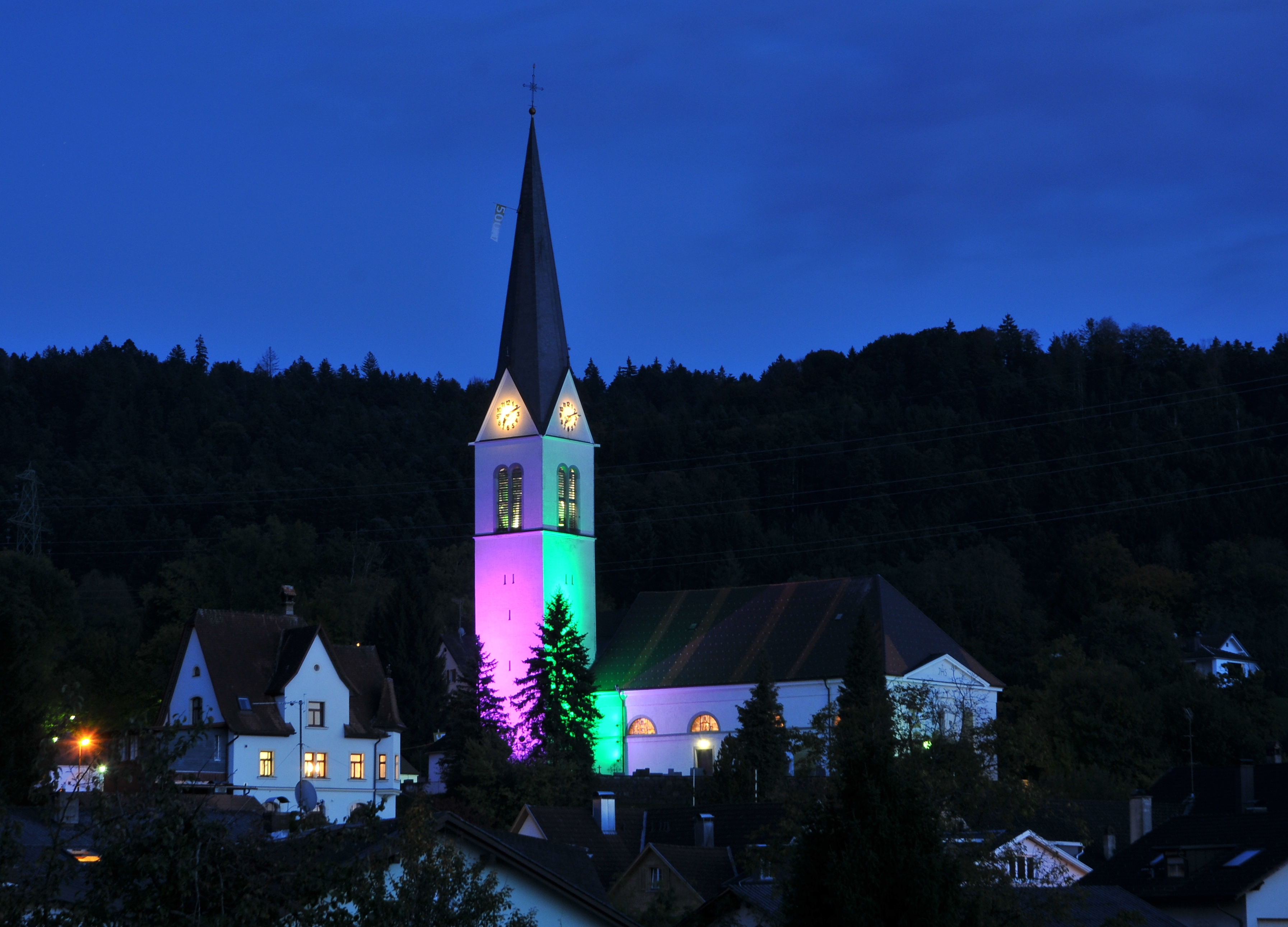
Pfarrkirche Wolfurt

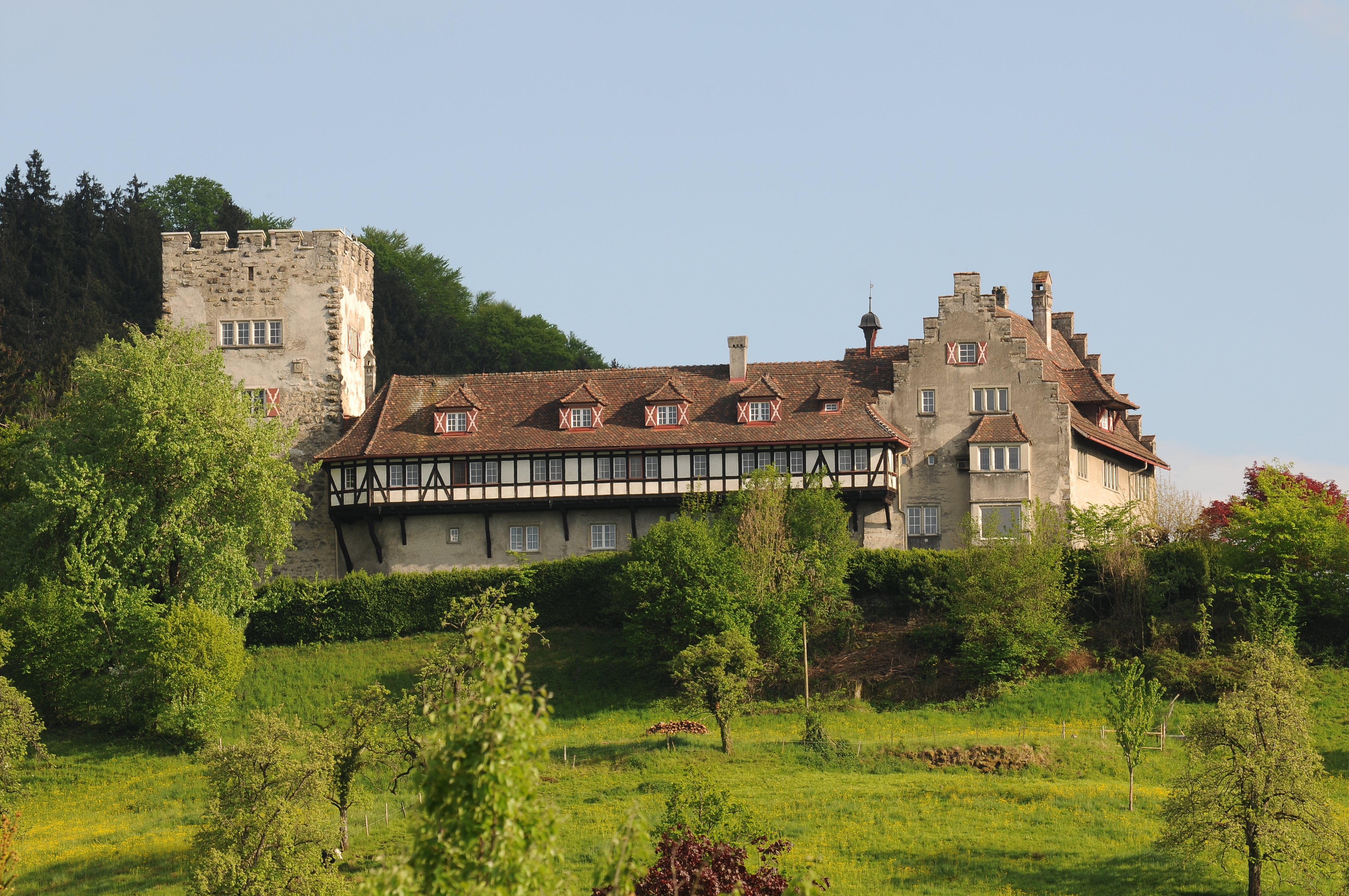
Schloss Wolfurt

## Kultur und Sehenswürdigkeiten

### Bauwerke
- Katholische Pfarrkirche Wolfurt hl. Nikolaus

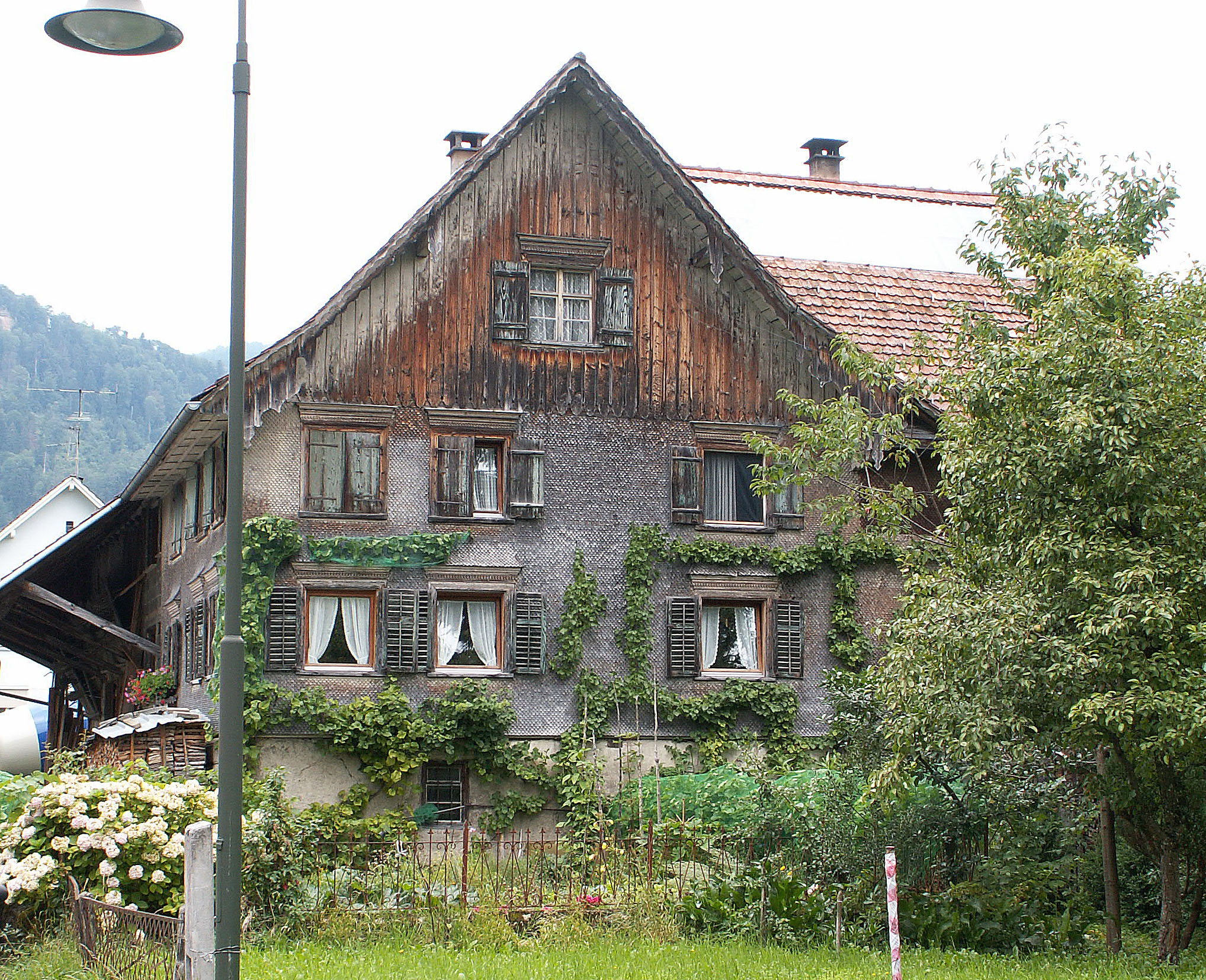
Rheintalhaus in Wolfurt

- Schloss Wolfurt
- Vereinshaus Wolfurt
- Cubus (Wolfurt)
- Rheintalhäuser

## Regelmäßige Veranstaltungen
Wolfurt verfügt mit dem 1913 erbauten Vereinshaus Wolfurt und mit dem 1998 erbauten cubus über zwei Veranstaltungssäle. Der cubus hat überregionale Bedeutung und fasst bis zu 800 Personen.
Wolfurter Herbstmarkt
Der wöchentliche Wolfurter Markt wird einmal im Jahr zum Wolfurter Herbstmarkt erweitert und traditionell vom Bürgermeister und dem Pfarrer von Wolfurt um 11:00 Uhr mit dem längsten Apfelstrudel der Welt, der jeweils von der Schwanenbäckerei Fitz gebacken wird, eröffnet.
Wolfurter Hallenmasters
Von Mitte Dezember bis Mitte Jänner findet in der Sporthalle der Sporthauptschule Wolfurt das Wolfurter Fußball-Hallenmasters statt.
Flatz austria open
Mit über 200 Ringern aus bis zu 18 Nationen hat sich das jährlich im Februar durchgeführte FILA-Turnier über mehr als 20 Jahre zu einer der größten Ringsportveranstaltungen in Europa entwickelt.
Raiffeisen Wolfurttrophy
Die Raiffeisen Wolfurttrophy findet seit 1989 jedes Jahr statt. Neben großen World-Tour-Spielern haben auch Lokale Teams die Möglichkeit, sich mit den Superstars im Beachvolleyball zu messen.
Die Wolfurttrophy findet jedes Jahr am 2. August-Wochenende an der Beacharena an der Ach statt.

## Wirtschaft und Infrastruktur

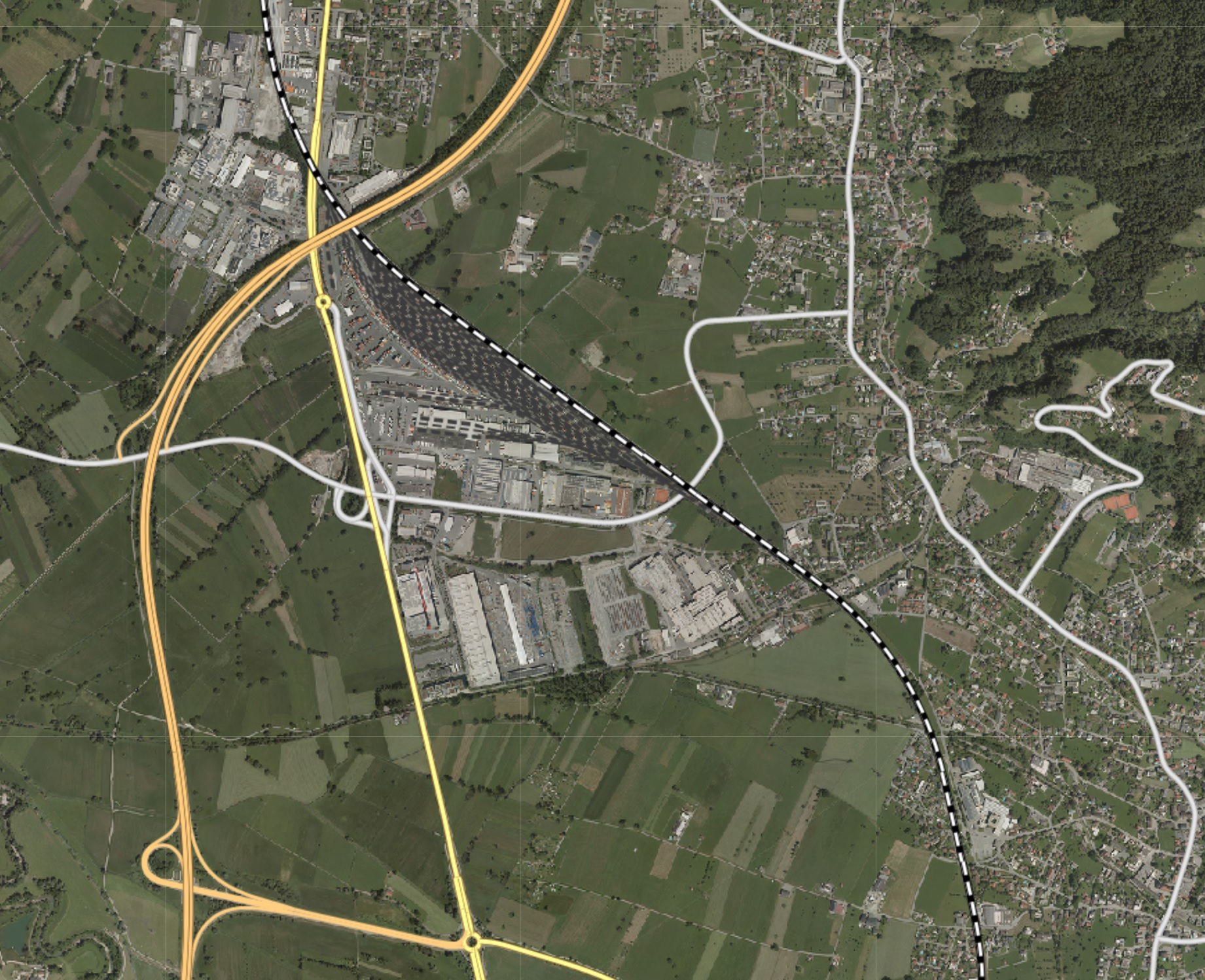
Satellitenbild vom Terminal Wolfurt und dem Gewerbegebiet Hohe Brücke mit überlagertem Verkehrsnetz

Im Jahr 2003 gab es in Wolfurt 159 Betriebe der gewerblichen Wirtschaft mit 2.733 Beschäftigten und 191 Lehrlingen. Lohnsteuerpflichtige Erwerbstätige gab es 3.673. Landwirtschaft spielt noch immer eine wichtige Rolle. Der Anteil der landwirtschaftlichen Flächen an der Gesamtfläche liegt bei 47,8 %.

### Unternehmen
- Doppelmayr/Garaventa-Gruppe (Seilbahnbau)
- Meusburger (Hersteller von Normalien für den Werkzeug-, Formen- und Maschinenbau)
- Haberkorn (technischer Händler)
- Paketzentrum Wolfurt der österreichischen Post mit eigner Postleitzahl 6965[15]

Im Ort gibt es mehrere Nahversorger. So betreibt Spar zwei Filialen in Wolfurt. Weitere Nahversorger sind: ADEG, Weltladen, der Bioladen Dreierlei sowie eine Bäckerei mit drei Filialen im Ortsgebiet.

### Energie
Wolfurt gehört zu den 24 Gemeinden in Österreich (Stand 2019), die mit der höchsten Bewertung im e5-Programm für energieeffiziente Gemeinden ausgezeichnet wurden.

### Verkehr
Wolfurt ist eine Drehscheibe im europäischen Güterverkehr durch den Güterbahnhof Terminal Wolfurt und die Anbindung an die A14.

#### Eisenbahn
- In Wolfurt befindet sich der Combi Cargo Terminal Wolfurt einer der größten Güterbahnhöfe der Österreichischen Bundesbahnen.[17] Es ist ein Containerterminal mit direkten Anschlüssen an Häfen an der Nordsee und am Mittelmeer. Indirekt gibt es Eisenbahnverbindungen bis nach China.
- Des Weiteren betreiben die ÖBB eine Haltestelle am Rande des Ortes, welche von der S-Bahn Vorarlberg im 30-Minuten-Takt angefahren wird.

#### Straße
Am Westrand des Ortes führt die A 14 vorbei. Dieser Autobahnabschnitt zählt zu den am stärksten befahrenen Teilstücken der A 14. Besonders im Berufs- bzw. Reiseverkehr kommt es in diesem Bereich oft zu Verkehrsüberlastungen. Daher wurde dieser Abschnitt dreispurig gebaut, wobei mit dem Vollausbau des Pfändertunnels zwei Spuren Richtung Deutschland zur Verfügung stehen. Weiters gibt es im Ort zwei Anschlussstellen. In Fahrtrichtung Deutschland sind dies Lauterach-Wolfurt und Wolfurt, in Richtung Tirol Wolfurt und Wolfurt-Lauterach. Große Gebiete des Ortes (insbesondere das Industriegebiet) sind über die Vollanschlussstelle Dornbirn Nord angebunden.
Weiters führen die L 3 (Bregenz–Dornbirn), L 190 (über Industriegebiet) sowie die L 41 durch den Ort.

#### Bus
Wolfurt liegt verkehrstechnisch günstig zwischen der Landeshauptstadt Bregenz und der größten Stadt des Landes, Dornbirn. Folgende Buslinien durchqueren den Ort:
| Linie | Von             | Nach             | Takt       | Bemerkungen                           |
| ----- | --------------- | ---------------- | ---------- | ------------------------------------- |
| 130   | Bregenz Bahnhof | Dornbirn Bahnhof | 30 Minuten | via Industriegebiet                   |
| 131   | Bregenz Bahnhof | Dornbirn Bahnhof | 30 Minuten | via Zentrum/Bahnhof/Industriegebiet   |
| 135   | Bregenz Bahnhof | Dornbirn Bahnhof | 30 Minuten | via Industriegebiet/ A14              |
| 148   | Wolfurt Ach     | Hard             | 30 Minuten | via Cubus/Lauterach                   |
| 150   | Bregenz Bahnhof | Dornbirn Bahnhof | 30 Minuten | via Lauterach/Zentrum/Rickenbach      |
| 151   | Bregenz Bahnhof | Dornbirn Bahnhof | 30 Minuten | via Ach/Zentrum/Rickenbach            |
| 158   | Alberschwende   | Wolfurt          | 2 Stunden  | via Buch/bis Wolfurt Cubus            |
| 164   | Wolfurt Cubus   | Lustenau         | 1 Stunde   | via Lauterach/Industriegebiet         |
| 830   | Bregenz Bahnhof | Bezau            | 1 Stunde   | via Schwarzach Bahnhof                |
| 840   | Bregenz Bahnhof | Alberschwende    | 1 Stunde   | via A14/Industriegebiet/Achraintunnel |

Somit ist an den Haltestellen Mähdle, Rathaus-Cubus und Dorfzentrum ein 10-Minuten-Takt nach Bregenz und Dornbirn gegeben. Die Linien 130, 131, 150 und 151 werden mit Niederflurbussen (z. T. Gelenkbusse) geführt und befördern einen großen Teil des Pendelverkehrs im Unterland und im Verbundraum des Verkehrsverbundes Vorarlberg. Bedient wird die Strecke von Bussen des Landbus Unterland.

#### Fahrrad
Wolfurt ist stark integriert in das 800 km lange Vorarlberger Radroutennetz. Wolfurt liegt an der Hauptroute 2 Dörfer-Städte-Route von Bregenz bis Bludenz und an der Hauptroute 3 Bregenzerwaldroute von Bregenz in den Bregenzerwald über Kennelbach – Wolfurt – Buch. Außerdem ist die gesamte obere Straße eine Fahrradstraße. Wolfurt und vier weitere Gemeinden wurden 2022 als erste Radfreundliche Gemeinden Vorarlbergs zertifiziert.

#### Flugverkehr
Im Umkreis von ca. 200 km gibt es zwei internationale sowie diverse nationale Flughäfen. Diese sind: Flughafen Zürich (ca. 90 km), Flughafen München (ca. 160 km), Flughafen Stuttgart (ca. 205 km), Flughafen Friedrichshafen (ca. 40 km), Flughafen Memmingen (ca. 60 km), Flugplatz St. Gallen-Altenrhein (ca. 20 km), Flughafen Innsbruck (ca. 180 km) sowie der Flugplatz Hohenems (ca. 15 km).

### Gesundheit
Die Wolfurter Bevölkerung genießt eine hohe Dichte an Ärzten. So gibt es drei Zahnärzte sowie einen Kieferchirurgen, mehrere Allgemeinmediziner sowie diverse Fachärzte. Das Gemeindegebiet wird hauptsächlich durch das LKH Bregenz versorgt, wobei auch das Krankenhaus Dornbirn sowie das LKH Feldkirch im Umkreis liegen.

### Bildung
Im Januar 2003 gab es am Ort 912 Schüler. Diese verteilen sich auf die Mittelschule Wolfurt, in der pro Jahrgang jeweils eine Klasse als Sportmittelschule geführt wird, sowie zwei Volksschulen (VS Mähdle und VS Bütze). Des Weiteren gibt es 7 Kindergärten. Ebenfalls in Wolfurt angesiedelt ist die „Musikschule am Hofsteig“, die als öffentliche Musikschule den Gemeinden der Hofsteigregion zur Verfügung steht.

## Sport und Freizeit
In Wolfurt gibt es mehrere Sportvereine, von denen in den letzten Jahren der VC Wolfurt im Volleyball der bekannteste wurde. Die Damenmannschaft spielte über mehrere Jahre in der 1. Bundesliga. Jährlich findet die Wolfurttrophy statt, ein internationales Beachvolleyballturnier mit den österreichischen Spitzenteams und Teams der World-Tour. Nach dem Beachvolleyball Grand Slam in Klagenfurt am Wörthersee ist die Wolfurttrophy das zweitgrößte Turnier Österreichs.
Der 1947 gegründete Fußballclub FC Wolfurt spielt in der vierthöchsten österreichischen Liga, der Vorarlbergliga. Im Jahr 1990 gelang dem Verein mit dem Gewinn des Vorarlberger Cups der größte Vereinserfolg.
Die Turnerschaft Wolfurt gehört mit rund 750 Mitgliedern (davon rund 340 Kinder) zu den größten Vereinen in der Marktgemeinde. Mit der 2018 eröffneten modernen Gerätturnhalle, die sowohl von der Mittelschule als auch von der Turnerschaft genutzt wird, sowie Erfolgen im Breiten- und Leistungssport hat die TS Wolfurt überregionale Bedeutung.
Weitere Vereine mit nennenswerter Beteiligung sind der Rollhockeyclub, der Inlinehockeyclub Wolfurt Walkers, der Ringerverein, der Badmintonverein, der Tennisclub, der Skiverein und der Schützenverein.
In Wolfurt gibt es zahlreiche weitere Vereine für die Freizeit, beispielsweise die Pfadfindergruppe Wolfurt, der Kultur- und Freizeitverein „a rovermenproduction“, den Alpenverein Wolfurt, die Bürgermusik Wolfurt, die Faschingszunft D'Hafoloabar Läbbe, die Katholische Jugend und Jungschar Wolfurt, die Razzle Dazzle Square Dance Group und den Schachclub Wolfurt.
In Wolfurt gibt es auch eine offene Jugendarbeit, organisiert vom Jugend- und Kulturverein Wawa. Hier können Jugendliche aktiv das Angebot für Jugendliche mitgestalten. Im Wawa Jugendcafé gibt es keinen Konsumzwang, hier ist Raum für Begegnung und außerschulische Bildung. Priorität des Vereins ist die Förderung der Persönlichkeitsbildung und das soziale Lernen. Angeboten werden Beratung und Information für Jugendliche, Auseinandersetzung mit jugendspezifischen Themen, Projekte von externen Anbietern über Suchtprävention, Gewaltprävention, Liebe, Sexualität und Aufklärung, sowie Projekte für die Förderung von Mädchen.

## Politik

### Gemeindevertretung
In Vorarlberg wählen die Bürger alle fünf Jahre die Mitglieder der Gemeindevertretung durch Ankreuzen eines Listen-Wahlvorschlages bzw. durch Mehrheitswahl wenn kein Listenvorschlag vorliegt. Weiters den Bürgermeister durch Ankreuzen eines Wahlvorschlages.
Die Gemeindevertretung wählt in der konstituierenden Sitzung aus ihrer Mitte – sofern keine Wahl durch die Bürger zustande kam – gemäß § 61 Gemeindegesetz einen Bürgermeister und dann einen mindestens dreiköpfigen Gemeindevorstand. Die Zahl dieser „Gemeinderäte“ darf aber gemäß § 55 den vierten Teil der Zahl der Gemeindevertreter nicht übersteigen.
Der Bürgermeister führt den Vorsitz bei den generell öffentlichen Sitzungen der Gemeindevertretung, in denen kommunale Belange besprochen und Beschlüsse gefasst werden. Beobachter haben kein Mitspracherecht und kein Stimmrecht. Die Gemeindevertretung kann nach Bedarf Ausschüsse bestellen. Sitzungen des Gemeindevorstandes und der Ausschüsse sind nicht öffentlich.

#### Sitzverteilung nach den Wahlen
- Gemeindevertretungswahlen 1985: ÖVP 19, SPÖ 7, FPÖ 1.[24]
- Gemeindevertretungswahlen 1990: ÖVP 20, SPÖ 6, FPÖ 1.[25]
- Gemeindevertretungswahlen 1995: ÖVP 19, SPÖ 5, FPÖ 3.[26]
- Gemeindevertretungswahlen 2000: ÖVP 20, SPÖ 4, FPÖ 3.[27]
- Gemeindevertretungswahlen 2005: ÖVP 23, SPÖ 3, FPÖ 1.[28]
- Gemeindevertretungswahlen 2010: ÖVP 20, GRÜNE 3, SPÖ 2, FPÖ 2.[29]
- Gemeindevertretungswahlen 2015: ÖVP 19, GRÜNE 5, SPÖ 3, FPÖ 3.[30]
- Gemeindevertretungswahlen 2020: ÖVP 20, GRÜNE 6, SPÖ 3, FPÖ 1.[31]
- Gemeindevertretungswahlen 2025: ÖVP 18, GRÜNE 6, FPÖ 4, SPÖ 2.[32]

### Bürgermeister
- 1945–1950 Ludwig Hinteregger[33]
- 1950–1952 Emil Geiger[33]
- 1952–1957 Alfons Gunz[33]
- 1957–1960 Julius Amann[33]
- 1960–1985 Hubert Waibel[33][34]
- 1985–2009 Erwin Mohr[33][34]
- 2009–2023 Christian Natter[34][35]
- seit 15. September 2023 Angelika Moosbrugger (ÖVP)[35]

### Wappen
Der Gemeinde wurde 1928 folgendes Wappen verliehen: In einem Wellenschnitte schräglinks von Gold über Blau geteilten Schilde, dessen linker Teil von zwei schräglinken silbernen Wellenbalken durchzogen wird, erscheint abgeledigt ein aufgerichteter brauner, golden gekrönter und rot bezungter Wolf.

## Persönlichkeiten
- Herbert Albrecht (* 1927 in Au im Bregenzerwald; † 2021), Bildhauer, lebte und arbeitete in Wolfurt
- Benjamin Bildstein (* 1992 in Wolfurt), Segler
- Lorenz Böhler (* 1885 in Wolfurt; † 1973 in Wien), Chirurg, gilt als Vater der Unfallchirurgie
- Albin Castelrotto (* 1956 in Wolfurt; † 1983 in Innsbruck), Organspender bei der ersten Herztransplantation in Österreich
- Artur Doppelmayr (* 1922 in Dornbirn; † 2017 in Kärnten), Unternehmer, Leiter des Wolfurter Unternehmens Doppelmayr
- Gebhard Flatz (* 1800 in Wolfurt; † 1881 in Bregenz), Kunstmaler
- Arno Geiger (* 1968 in Bregenz), in Wien lebender Autor, aufgewachsen in Wolfurt
- Kilian Germann (* Ende 1485; † 30. August 1530 in der Bregenzer Ach) war von 1529 bis 1530 der Fürstabt von St. Gallen.  Ab Februar 1530 wohnte er auf Schloss Wolfurt
- Karl Gideon Gössele (* 1902 in Stuttgart; † 1996 in Wolfurt), Schriftsteller und Mitarbeiter des Österreichischen Rundfunks, dessen Wahlheimat Wolfurt wurde
- Sabine Haag, geb. Hammer (* 28. Februar 1962 in Bregenz), aufgewachsen in Wolfurt als Tochter des Vizebürgermeisters, Kunsthistorikerin, seit 2009 Generaldirektorin des Kunsthistorischen Museums in Wien
- Louis Letsch (* 1856 in Wolfurt; † 1940 in Straßburg), Kunstmaler
- Erwin Mohr (* 1947), Bürgermeister von Wolfurt (1985 bis 2009) und Ehrenbürger von Wolfurt (seit 2017)
- Manfred Rünzler (* 1933 in Wolfurt; † 2022), ehemaliger Abgeordneter zum Vorarlberger Landtag, Klubobmann des Klubs der Alternativen Liste/VGÖ
- Lorenz Schertler (* 1857; † 1936), Gemeindevorsteher und Landtagsabgeordneter
- Manuel Sutter (* 1991 in Wolfurt, Fußballprofi, begann seine Karriere beim FC Wolfurt)
- Julius Wachter (* 1899 in Wolfurt; † 1986 in Bregenz), Politiker
- Hubert Waibel (* 1922 in Wolfurt; † 2014 in Wolfurt), Politiker, Abgeordneter zum Vorarlberger Landtag, Bürgermeister von Wolfurt